# Tillandsia anceps
Tillandsia anceps là một loài thuộc chi Tillandsia. Đây là loài bản địa của Costa Rica, Venezuela và Ecuador.

## Hình ảnh

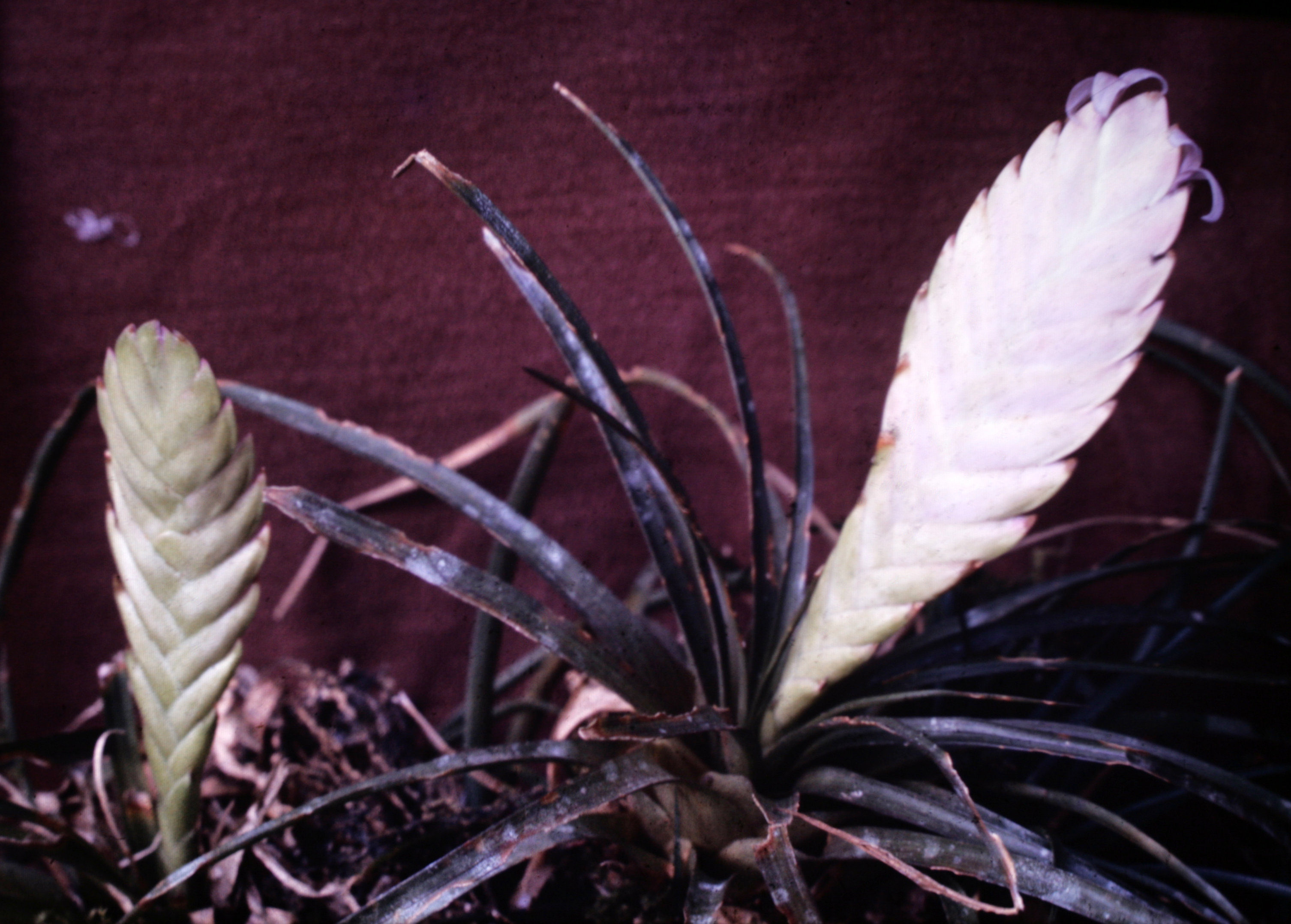